# Kultura Sa Huỳnh

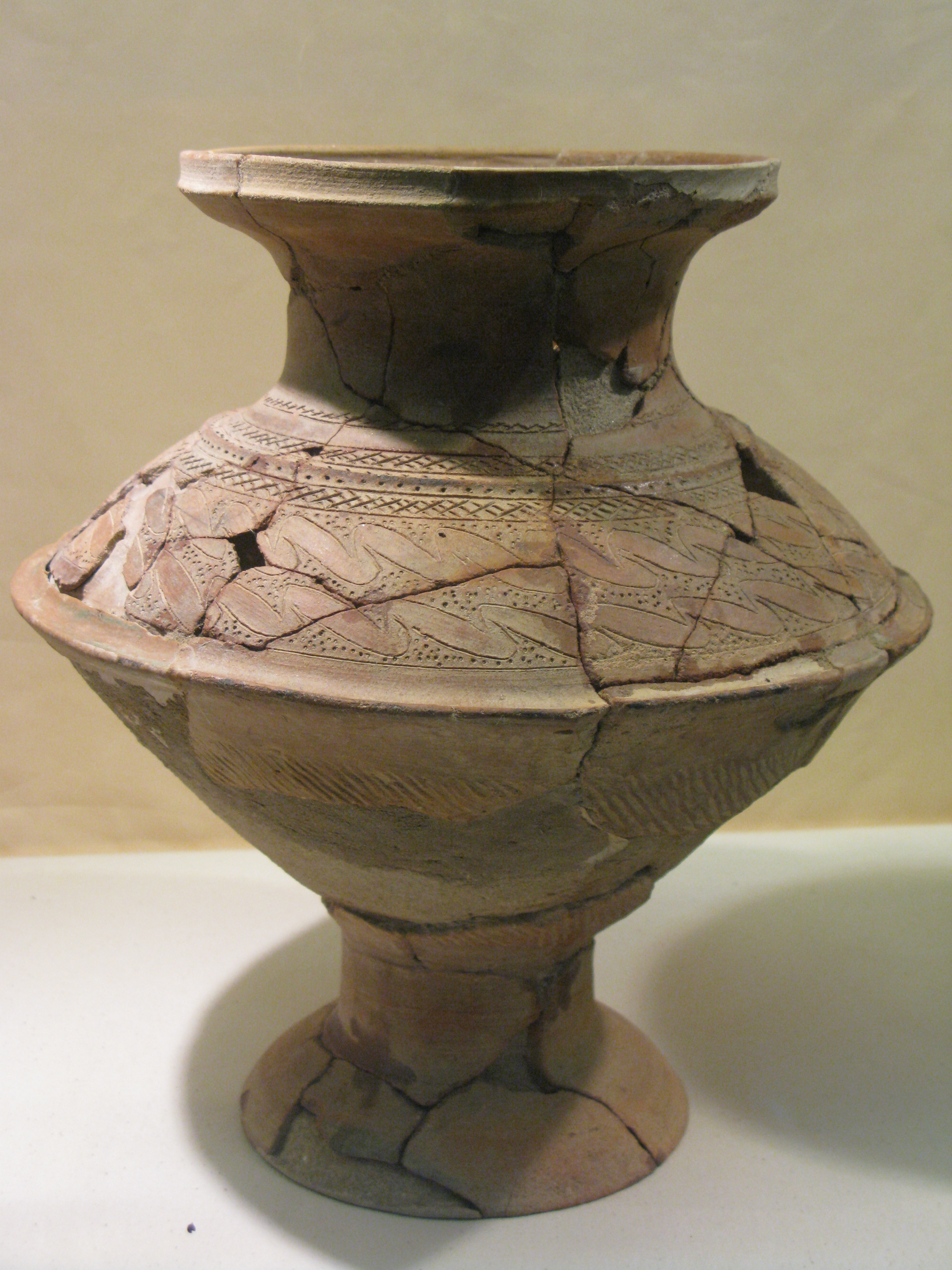
Przykład ceramiki kultury Sa Huỳnh

Kultura Sa Huỳnh (wiet. Văn hóa Sa Huỳnh) – kultura prehistoryczna z epoki żelaza. Nazwa pochodzi od stanowiska archeologicznego w prowincji Quảng Ngãi w środkowym Wietnamie. Kultura Sa Huỳnh jest wiązana z podobnymi stanowiskami na Borneo i Filipinach. W przeciwieństwie do dominującej na północy Wietnamu kultury Đông Sơn na stanowiskach Sa Huỳnh przeważają wyroby z żelaza. Pochodzenie kultury Sa Huỳnh jest wiązane z osadnictwem ludności austronezyjskiej w I tysiącleciu p.n.e. Artefakty znalezione na stanowiskach archeologicznych wskazują na rozległe kontakty handlowe tej kultury obejmujące cały region Azji Południowo-Wschodniej.